# Jodis putata
Jodis putata là một loài bướm đêm trong họ Geometridae.

## Hình ảnh

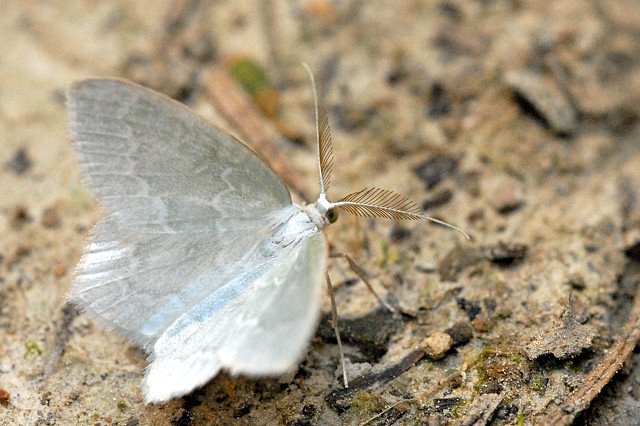
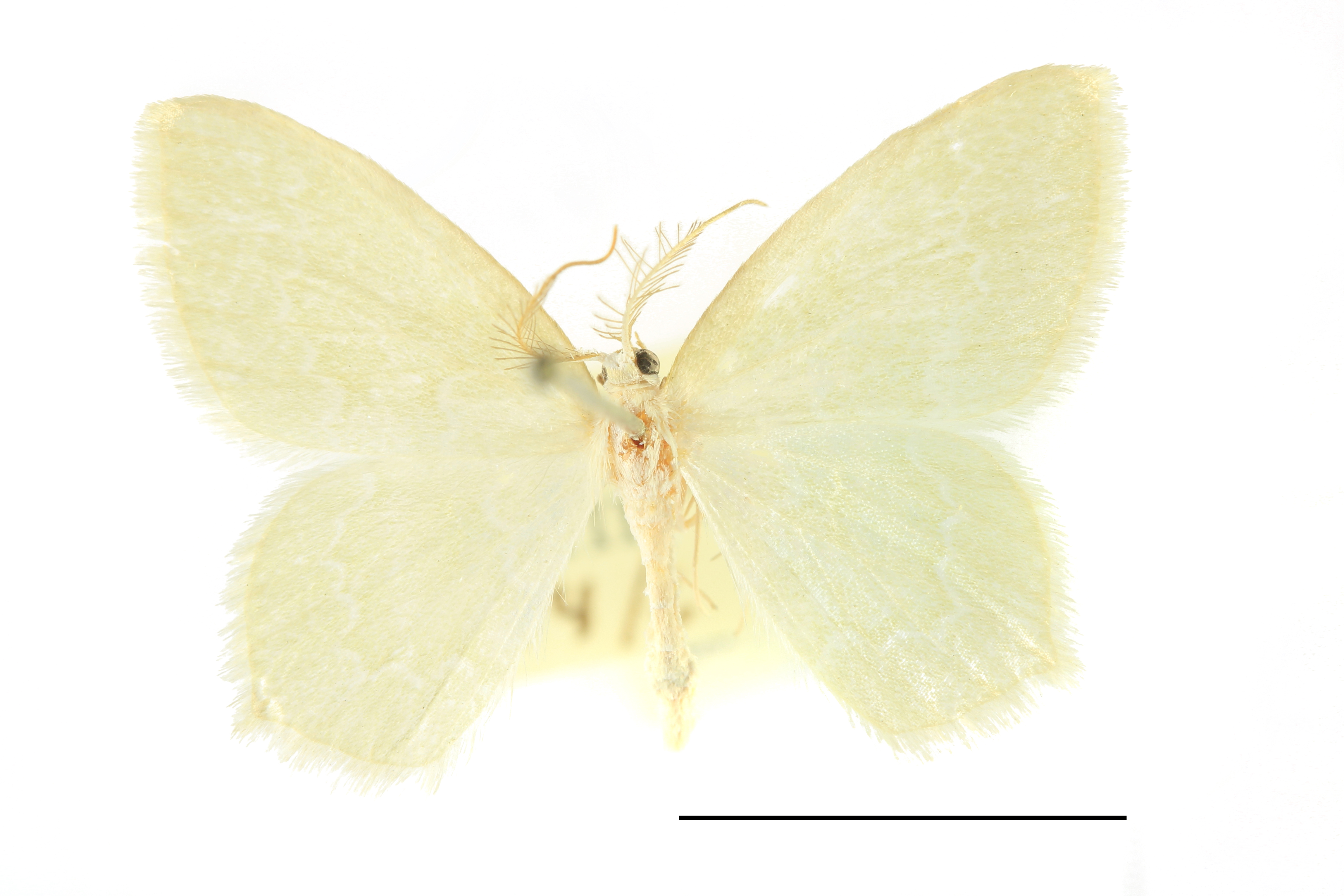
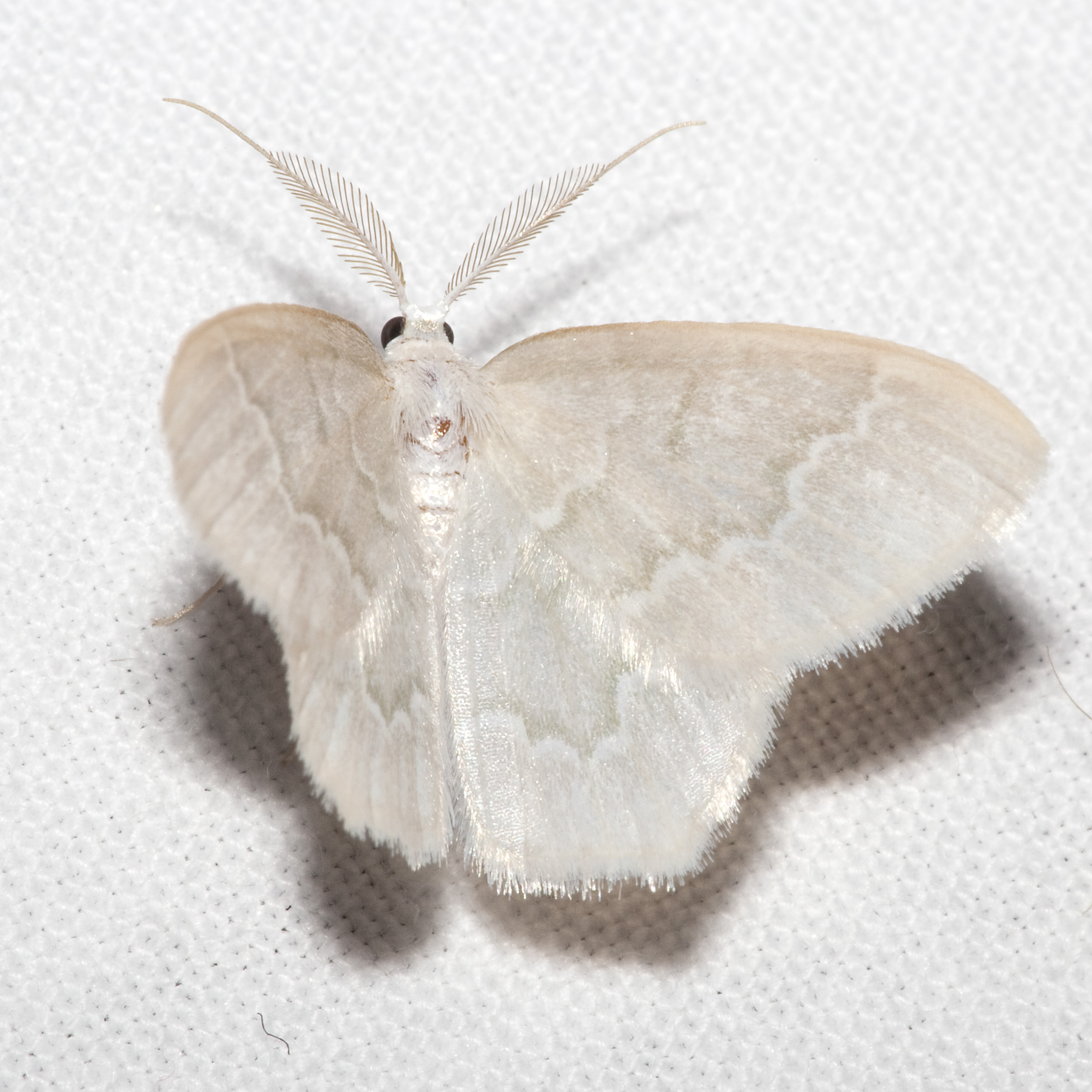